# 날아라 방울방울 친구들
《날아라! 방울방울 친구들》는 일본의 애니메이션이다. TV도쿄에서 2006년 10월 7일부터 2007년 9월 29일까지 종료이다.

## 방영 일시
| 방송 채널 | 방송일                            | 방송 시간 |
| --------- | --------------------------------- | --------- |
| TV 도쿄   | 2006년 10월 7일 ~ 2007년 9월 29일 | 종료      |

## 등장인물
- 시즈쿠짱 (しずくちゃん) / 물방울군 (성우 : 이토 미야코 / 안현서)
- 우루오이짱 (うるおいちゃん) / 촉촉방울양 (성우 : 유즈키 료카 /  이주희)
- 츠무린 (つむりん) / 팽이군 (성우 : 야베 마사히토 / 이영리)
- 미루미루짱 (みるみるちゃん) / 밀크군 (성우 : 나리타 사야카)
- 하나타레군 (はなたれ君) / 콧물군 (성우 : 오니시 타케하루 / 신한호)
- 하나지군 (はなぢ君) / 코피군 (성우 : 아이카와 리카코 / 김효선)
- 아세오군 (アセオ君) / 땀방울군 (성우 : 카와즈 야스히코 / 전광주)
- 나미다군 (なみだ君) / 안습군 (성우 : 이시이 마코토 / 유호한)
- 도로롱 (どろろん) / 꼬질군 (성우 : 이치타 리에 / 윤여진)
- 코론군 (コロン君) / 향수군 (성우 : 야스무라 마코토)
- 고쿠라쿠선생님 (極楽先生) / 온천선생님 (성우 : 시노하라 다이사쿠)
- 아메타로 (雨太郎) / 미스터 레인 (성우 : 오니시 타케하루)

물방울군의 아버지.
- 레이니 (レイニー) (성우 : 코바야시 유코)

물방울군의 어머니.
- 미네오군 (ミネ夫君) / 미네랄군 (성우 : 요시노 히로유키)

물방울군의 사촌.
- 샴푸 (シャンプー姉さん) / 샴푸양 (성우 : 타카다 유미, 나나오 하루히)

촉촉방울양의 쌍동이 언니.
- 린스 (リンス姉さん) / 린스양 (성우 : 나츠키 리오)

촉촉방울양의 쌍동이 언니.

## 주제가
오프닝 : 《방울방울 방울군》(ぷるるんっ！しずくちゃん)
노래 : Sister Mayo with D.D.S (일본판) / 김혜인 (한국판)
엔딩 : 《방울방울 숲의 인사》(しずくの森からこんにちは)
노래 : Sister Mayo with D.D.S (일본판) / 김혜인 (한국판)